# ЗМЗ V8
ЗМЗ V8 — серия V-образных восьмицилиндровых бензиновых двигателей внутреннего сгорания, выпускающихся на Заволжском моторном заводе с 1959 года с перерывом с 2021 по 2023 годы. Первым двигателем семейства стал ЗМЗ-13, который применялся в ГАЗ-13, а в дальнейшем с 1960-х годов выпускались двигатели для грузовых автомобилей и автобусов.

## ЗМЗ-13
- Объём: 5526 см3
- Диаметр цилиндра: 100 мм
- Ход поршня: 88 мм
- Мощность: 143 кВт (195 л. с.) при 4400 об/мин
- Крутящий момент: 411,9 Н·м при 2500 об/мин
- Масса: 250 кг
- Топливо: АИ-93
- Максимальная скорость: 160 км/ч

### Применение
- ГАЗ-13

## ЗМЗ-13Д
- Объём: 5526 см3
- Диаметр цилиндра: 100 мм
- Ход поршня: 88 мм
- Мощность: 158 кВт (215 л. с.) при 4400 об/мин
- Крутящий момент: 411,9 Н·м при 2300 об/мин
- Октановое число: 100
- Максимальная скорость: 160 км/ч

### Применение
- ГАЗ-13

## ЗМЗ-14
- Объём: 5526 см3[3]
- Диаметр цилиндра: 100 мм
- Ход поршня: 88 мм
- Мощность: 161,8 кВт (220 л. с.) при 4200 об/мин
- Крутящий момент: 451,1 Н·м при 2800 об/мин
- Топливо: АИ-95 «Экстра»
- Максимальная скорость: 175 км/ч

### Применение
- ГАЗ-14

## ЗМЗ-2424
- Объём: 5526 см3
- Диаметр цилиндра: 100 мм
- Ход поршня: 88 мм
- Мощность: 195 л. с. при 4400 об/мин
- Крутящий момент: 411,9 Н·м при 2500 об/мин
- Топливо: АИ-98[4]

### Применение
- ГАЗ-24-24

## ЗМЗ-53 (53-11)
- Объём: 4254 см3
- Мощность: 84,6—88,3 кВт (115—120 л. с.) при 3200 об/мин
- Иные обозначения: ЗМЗ-53А/ЗМЗ-66/ЗМЗ-69/ЗМЗ-71

### Применение
- ГАЗ-53
- ГАЗ-66
- КАвЗ-685 (3270)

## ЗМЗ-503.10
- Объём: 5530 см3
- Мощность: 147 кВт (195 л. с.) при 5200 об/мин
- Крутящий момент: 412 Н·м при 2500 об/мин
- Иные обозначения: ЗМЗ-505.10

### Применение
- ГАЗ-24-34
- ГАЗ-3102 (31013)[5]

## ЗМЗ-513.10 (511.10)
- Объём: 4254 см3
- Мощность: (88,3—92 кВт) 120—125 л. с.
- Крутящий момент: 294 Н·м
- Топливо: А-76 (этилированный бензин)
- Иные обозначения: ЗМЗ-511

### Применение
- ГАЗ-53 (с 1992 года)
- ГАЗ-66
- ГАЗ-3307
- ГАЗ-3309 (до 2008 года)
- КАвЗ-685 (3270)
- КАвЗ-3976

## ЗМЗ-5231.10
- Объём: 4254 см3
- Мощность: 91,2 кВт (124 л. с.) при 3200—3400 об/мин
- Крутящий момент: 298 Н·м при 3000—3400 об/мин
- Масса: 275 кг
- Топливо: А-76 «Нормаль»/АИ-80 «Стандарт»/АИ-92 «Регуляр»
- Иные обозначения: ЗМЗ-5233.10[6]

### Применение
- ГАЗ-3307[7][8]
- ГАЗ-3308
- ГАЗ-3309 (с 2008 года)

## ЗМЗ-672 (672-11)
- Объём: 4250 см3[9]
- Диаметр цилиндра: 92 мм
- Ход поршня: 80 мм
- Мощность: 88,3 кВт (120 л. с.) при 3200 об/мин
- Крутящий момент: 284,4 Н·м при 2000 об/мин
- Топливо: А-76/АИ-80

### Применение
- ПАЗ-672 (3201)

## ЗМЗ-5234.10
- Объём: 4670 см3
- Диаметр цилиндра: 92 мм
- Ход поршня: 88 мм
- Мощность: 91—96 кВт (124—130 л. с.) при 3200 об/мин
- Крутящий момент: 314—398 Н·м при 2000 об/мин
- Топливо: АИ-80/АИ-92/сжиженный газ (пропан-бутан)
- Иные обозначения: ЗМЗ-52342.10

### Применение
- ПАЗ-3203
- ПАЗ-3204
- ПАЗ-3205
- ПАЗ-3206

## ЗМЗ-524400
- Объём: 4670 см3[10]
- Мощность: 100,8 кВт (137 л. с.) при 3200—3400 об/мин
- Крутящий момент: 314 Н·м при 2400—2800 об/мин
- Масса: 327.5 кг
- Топливо: АИ-92 «Регуляр»/АИ-95 «Премиум»
- Максимальная скорость: 90 км/ч

### Применение
- ГАЗ-3307

## ЗМЗ-5245.10
- Объём: 4670 см3[11]
- Мощность: 98,7 кВт (134 л. с.) при 3600 об/мин
- Крутящий момент: 308 Н·м при 2600 об/мин
- Топливо: АИ-92/АИ-95/метан
- Максимальная скорость: 90 км/ч

### Применение
- ПАЗ-3203
- ПАЗ-3204
- ПАЗ-3205
- ПАЗ-3206